# Ayllu
Um ayllu (quechua ou aimara), também aillo ou ayllus, é uma forma de comunidade familiar extensa originária da região andina com uma ascendência comum - real ou suposta - que trabalha em forma coletiva em um território de propriedade comum.
O império inca se organizava em ayllus que tinham a seu cargo uma extensão de terra que lhes servia para alimentarem-se. Os membros do ayllu trabalhavam sua terra, mas também tinham a obrigação de trabalhar a terra do estado para que também pudessem alimentar os governantes, os nobres, o exército, os artistas (entre eles os artesãos que trabalhavam as pedras e as mulheres que teciam para o império), os anciãos e os enfermos que não podiam se alimentar por si mesmos. Os povos que habitavam ayllu eram de alguma forma  escolhidos de forma que a terra os presentiava com bons cultivos.